# Gran Premi de Sud-àfrica del 1967
Resultats del Gran Premi de Sud-àfrica de Fórmula 1 de la temporada 1967, disputat al circuit de Kyalami el 2 de gener del 1967.

## Resultats
| Pos | No | Pilot           | Equip             | Voltes | Temps/ Retirada          | Pos. de sortida | Punts |
| --- | -- | --------------- | ----------------- | ------ | ------------------------ | --------------- | ----- |
| 1   | 4  | Pedro Rodríguez | Cooper - Maserati | 80     | 2h 05' 45. 9             | 4               | 9     |
| 2   | 17 | John Love       | Cooper - Climax   | 80     | + 26.4 s                 | 5               | 6     |
| 3   | 11 | John Surtees    | Honda             | 79     | + 1 Volta                | 6               | 4     |
| 4   | 2  | Denny Hulme     | Brabham - Repco   | 78     | + 2 Voltes               | 2               | 3     |
| 5   | 14 | Bob Anderson    | Brabham - Climax  | 78     | + 2 Voltes               | 10              | 2     |
| 6   | 1  | Jack Brabham    | Brabham - Repco   | 76     | + 4 Voltes               | 1               | 1     |
| NC  | 19 | Dave Charlton   | Brabham - Climax  | 63     | No Classificat           | 8               |       |
| NC  | 20 | Luki Botha      | Brabham - Climax  | 60     | No Classificat           | 17              |       |
| Ret | 18 | Sam Tingle      | LDS - Climax      | 56     | Accident                 | 14              |       |
| Ret | 16 | Piers Courage   | Lotus - BRM       | 51     | Prob. amb el combustible | 18              |       |
| Ret | 9  | Dan Gurney      | Eagle - Climax    | 44     | Suspensions              | 11              |       |
| Ret | 12 | Jo Siffert      | Cooper - Maserati | 41     | Motor                    | 16              |       |
| Ret | 3  | Jochen Rindt    | Cooper - Maserati | 38     | Motor                    | 7               |       |
| Ret | 6  | Mike Spence     | BRM               | 31     | Pèrdua d'oli             | 13              |       |
| Ret | 15 | Jo Bonnier      | Cooper - Maserati | 30     | Motor                    | 12              |       |
| Ret | 7  | Jim Clark       | Lotus - BRM       | 22     | Motor                    | 3               |       |
| Ret | 8  | Graham Hill     | Lotus - BRM       | 6      | Accident                 | 15              |       |
| Ret | 5  | Jackie Stewart  | BRM               | 2      | Motor                    | 9               |       |

## Altres
- Pole: Jack Brabham 1' 28. 3

- Volta ràpida: Denny Hulme 1' 29. 9 (a la volta 3)